# Dicentrarchus punctatus
La spigola puntata (Dicentrarchus punctatus), conosciuta anche come spigola maculata o spigola macchiata, è un pesce marino e di acque salmastre, appartenente alla famiglia Moronidae, molto affine alla più nota spigola o branzino (Dicentrarchus labrax).

## Distribuzione e habitat
Rispetto alla spigola comune, vive infatti a nord fino al Golfo di Guascogna ed anche in mar Mediterraneo è più comune lungo le coste meridionali. 
È comunque presente lungo tutte le coste italiane, eccettuate, forse, quelle adriatiche settentrionali.
L'habitat occupato è lo stesso della congenere.

## Descrizione
È molto simile alla spigola comune, ma si differenzia per i seguenti caratteri:
- macchiettatura sui fianchi ben evidente e mantenuta anche nell'adulto;
- occhio più grande in proporzione;
- sagoma più tozza;
- macchia nera ben evidente sul bordo dell'opercolo.

La taglia è minore, raggiungendo al massimo il mezzo metro di lunghezza per 1 kg e mezzo di peso.

## Alimentazione
Predatrice, si nutre di crostacei, molluschi ed anche di piccoli pesci.

## Riproduzione
Avviene in inverno in acque costiere.

## Pesca
Occasionale, spesso avviene durante la pesca alla più grande congenere, con le stesse esche e tecniche.

## Gastronomia
In cucina è apprezzato come la congenere Dicentrarchus labrax (Spigola comune).